# Lista de organizações banidas pelo governo da Índia
Essa é uma lista de organizações banidas pelo governo da Índia. O Ministério de Assuntos Internos da Índia tem banido várias organizações que foram proscritas como organizações terroristas sob a Lei de Prevenção de Atividades Ilícitas.

## Lista
A partir de 1 de março de 2020, os grupos proibidos são:
1. Babbar Khalsa International
2. Força de Comando do Calistão
3. Khalistan Zindabad Force
4. International Sikh Youth Federation
5. Frente de Libertação do Povo de Manipur
6. All Tripura Tiger Force
7. Frente de Libertação Nacional de Tripura
8. Tigres de Liberação do Tamil Eelam
9. Movimento Islâmico dos Estudantes da Índia
10. Deendar Anjuman
11. Lashkar-e-Taiba / Pasban-e-Ahle Hadis
12. Jaish-e-Mohammed / Tahrik-e-Furqan
13. Harkat-ul-Mujahideen / Harkat ul-Ansar
14. Hizbul Mujahideen / Hizbul Mujahideen Pir Panjal Regiment
15. Al-Umar Mujahideen
16. Frente Islâmica de Jammu e Caxemira
17. Frente Unida de Libertação de Assam
18. Frente Nacional Democrática de Bodoland
19. People's Liberation Army
20. Frente Unida de Libertação Nacional
21. Partido Revolucionário do Povo de Kangleipak
22. Partido Comunista Kangleipak
23. Kanglei Yawol Kanna Lup
24. Partido Comunista da Índia (Marxista-Leninista) Guerra Popular, todas as suas formações e organizações de frente
25. Centro Comunista Maoísta da Índia, todas as suas formações e organizações de frente
26. Al-Badr
27. Jamaat-ul-Mujahideen
28. Al-Qaeda / Al-Qaeda no Subcontinente Indiano e todas as suas manifestações
29. Dukhtaran-e-Millat
30. Exército de Libertação de Tamil Nadu
31. Tamil National Retrieval Troops
32. Akhil Bharat Nepali Ekta Samaj
33. Partido Comunista da Índia (Maoísta), todas as suas formações e organizações de frente
34. Mujahideen Indianos, todas as suas formações e organizações de frente
35. Exército de Libertação Nacional Garo, todas as suas formações e organizações de frente
36. Organização para a Libertação de Kamtapur, todas as suas formações e organizações de frente
37. Estado Islâmico do Iraque e do Levante / Estado Islâmico - Província de Khorasan e todas as suas manifestações
38. Conselho Nacional Socialista de Nagaland (Khaplang), todas as suas formações e organizações de frente
39. Força de Libertação do Calistão e todas as suas manifestações
40. Tehreek-ul-Mujahideen e todas as suas manifestações
41. Organizações listadas no Cronograma para a Prevenção e Supressão do Terrorismo da ONU (Implementação das Resoluções do Conselho de Segurança) de 2007, feita sob a seção 2 da Lei de 1947 das Nações Unidas (Conselho de Segurança) e alterada de tempos em tempos.[3]